# Simon Johansson (fotbollsspelare)
Simon Johansson, född 5 februari 1993, är en svensk fotbollsspelare som spelar för Västerås SK.

## Karriär
Johanssons moderklubb är Gideonsbergs IF. Som 15-åring gick han till Västerås SK. Inför säsongen 2012 flyttades Johansson upp i A-laget och skrev samtidigt på ett treårskontrakt. I januari 2019 förlängde han sitt kontrakt med två år. Johansson gjorde sin Superettan-debut den 30 mars 2019 i en 2–1-vinst över IF Brommapojkarna, där han även gjorde ett mål.
I juli 2021 förlängde Johansson sitt kontrakt i Västerås SK fram över säsongen 2023. I juli 2023 förlängde han sitt kontrakt fram över säsongen 2024. I november 2024 förlängde Johansson sitt kontrakt med ett år.